# Erwein di Thun e Hohenstein
Erwein Sigmund Graf von Thun und Hohenstein (Hietzing, 4 aprile 1896 – Sopron, 12 febbraio 1946) è stato un militare austriaco, è stato un ufficiale dei servizi segreti austriaci e comandante dell'Abwehrgruppe 218 "Edelweiss".

## Vita
Erwein von Thun und Hohenstein era figlio del conte Felix Leopold von Thun und Hohenstein (1859–1941). Frequentò la scuola per cadetti di cavalleria a Mährisch Weißkirchen e con lo scoppio della Guerra nel 1914, si arruolò come volontario negli "Ulani di Schwarzenberg". Finita la Prima Guerra Mondiale fu congedato come tenente di riserva.  Partecipò al putsch di Kapp e in seguito si trasferì in Argentina dove lavorò come contadino. 
Durante la Seconda Guerra Mondiale rientrò in servizio nel 1940. Grazie alla sua ampia conoscenza di varie lingue (parlava lo slovacco, il ceco, il polacco, l'inglese e il russo), venne assegnato all'Abwehr con il grado di sottotenente al reggimento di addestramento Brandenburg zbV 800, un'unità speciale i cui compiti principali includevano operazioni di sabotaggio dietro le linee nemiche e la lotta ai partigiani.
Alla fine del 1940, Thun-Hohenstein prese parte ai preparativi per l' "Operazione Felix", la quale prevedeva la conquista della penisola di Gibilterra dove avrebbe dovuto guidare un'unità di commando, ma l'operazione non è mai andata oltre la fase di pianificazione.
A metà del 1941, dopo l'invasione dell'Unione Sovietica, gli fu affidato il compito di reclutare volontari (per lo più nazionalisti ucraini e cosacchi ) tra i prigionieri di guerra sovietici. Da questa unità di volontari formò truppe d'assalto e unità di sabotaggio. Successivamente comandò una compagnia del battaglione ucraino “Usignolo” della Legione dei nazionalisti ucraini. 
Nella città di Leopoli, nell'Ucraina occidentale, i membri del battaglione “Usignolo” hanno avuto un ruolo chiave nel massacro degli abitanti ebrei della città . Dal settembre 1942 guidò l'“Abwehrtrupp Panzer 207" nel Comando di Ricognizione Frontale 203, le cui azioni di sabotaggio compiute nelle retrovie dell'Armata Rossa provocarono 600 vittime sovietiche.
Nel 1943 Thun-Hohenstein divenne capo dell'ufficio dell'Abwehr a Roma. Dopo la capitolazione dell'Italia nell'estate del 1944, gli fu ordinato di recarsi a Milano.
Nel novembre 1944 gli fu affidato l'incarico di costituire un'unità speciale per combattere i partigiani in Slovacchia. Lì era appena fallita la rivolta nazionale slovacca e molti militari si erano uniti ai partigiani.  L'unità su cui Thun-Hohenstein ricevette il comando si chiamava Abwehrgruppe 218 "Edelweiss". Era composto da circa 300 uomini ed era composto da slovacchi, caucasici, cosacchi e tedeschi.  Thun-Hohenstein usò il nome in codice “Benesch” a causa della sua somiglianza con il presidente del governo ceco in esilio Edvard Beneš.
L'Abwehrgruppe 218 era subordinato al Centro di controllo del fronte II sud-est. Da quando le SS presero il controllo dell'Abwehr nella primavera del 1944, fu il dipartimento. VI-S dell'Ufficio centrale per la sicurezza del Reich, ovvero Otto Skorzeny, e in seguito venne ribattezzato "SS-Jagdverband Süd-Ost".
Al racconto del gruppo di difesa Si ritiene che 218 siano responsabili di numerosi crimini commessi in Slovacchia durante gli ultimi mesi di guerra. Operavano principalmente contro i partigiani, ma anche la persecuzione e l'assassinio degli ebrei facevano parte delle loro attività. Si dice che l'unità di Thun-Hohenstein abbia ucciso circa 300 partigiani slovacchi e ne abbia catturati 600. La maggior parte venne mandata nei campi di concentramento. 
Un membro del gruppo di difesa 218, Ladislav Nižňanský, è stato accusato a Monaco nel 2004 del massacro di Ostry Grun in Slovacchia. Nel corso del processo è stato esaminato anche il ruolo di Thun-Hohenstein. 
L'Abwehrgruppe 218 fu coinvolto anche nell'arresto e nell'estradizione agli Einsatzgruppen del Servizio di Sicurezza di un gruppo di ufficiali di collegamento e ricognizione anglo-americani. Erano stati lanciati in Slovacchia come parte di un'operazione congiunta del SOE britannico ("OPERAZIONE ANTIVENTO") e dell'OSS americano ("MISSIONE DAWES") e avrebbero dovuto supportare i partigiani. Gli ufficiali inglesi e americani furono poi deportati a Mauthausen, torturati e fucilati. 
Alla fine della guerra Thun-Hohenstein venne fatto prigioniero dai sovietici e nel gennaio 1946 fu condannato a morte. La sentenza venne eseguita il 12 febbraio 1946.

## Medaglie e onorificenze
Erwein von Thun-Hohenstein ha ricevuto le seguenti decorazioni:
Croce di Ferro di 1a e 2a Classe, Distintivo d'assalto di fanteria, Distintivo per feriti in argento, Croce tedesca in oro, Ordine militare di Savoia, classe di Grand'ufficiale.